# Androlyperus
Androlyperus es un género de escarabajos de la familia Chrysomelidae. En 1873 Crotch describió el género. Esta es la lista de especies que lo componen:
- Androlyperus californicus (Schaeffer, 1906)
- Androlyperus fulvus (Crotch, 1873)
- Androlyperus incisus (Schaffer, 1906)
- Androlyperus maculatus (Leconte, 1883)
- Androlyperus nataliae Clark, 1999
- Androlyperus nigrescens (Schaffer, 1906)